# ベッラージョ
ベッラージョ（伊: Bellagio）は、イタリア共和国ロンバルディア州コモ県にある、人口約3,600人の基礎自治体（コムーネ）。コモ湖畔に位置するリゾート地である。

## 名称
「ベラージオ」ともカナ転記される。

## 地理

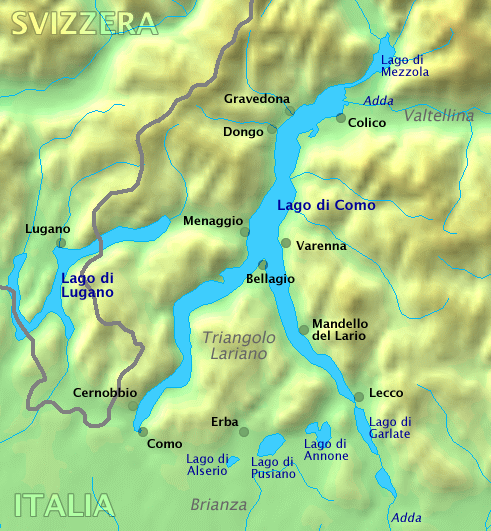
コモ湖周辺の地図

### 位置・広がり
コモ県中部のコムーネ。「人」の字状のコモ湖が二股に分かれる地点に位置する。ベッラージョの町は、レッコの北西18km、県都コモの北北東25km、コモ湖北端の町ソーリコの南南西23kmに位置しており、またルガーノから東へ24km、州都ミラノから北へ58kmの距離にある。湖水を挟んで北東にヴァレンナ（約4km）、北西にメナッジョ（約5km）があり、船で結ばれている。

#### 隣接コムーネ
隣接するコムーネは以下の通り。LCはレッコ県所属を示す。
| - グリアンテ - レッツェノ - マグレーリオ - オリヴェート・ラーリオ (LC) - ソルマーノ - トレメッツィーナ - ヴァレンナ (LC) - ヴェーレゾ - ゼルビオ |

### 地震分類

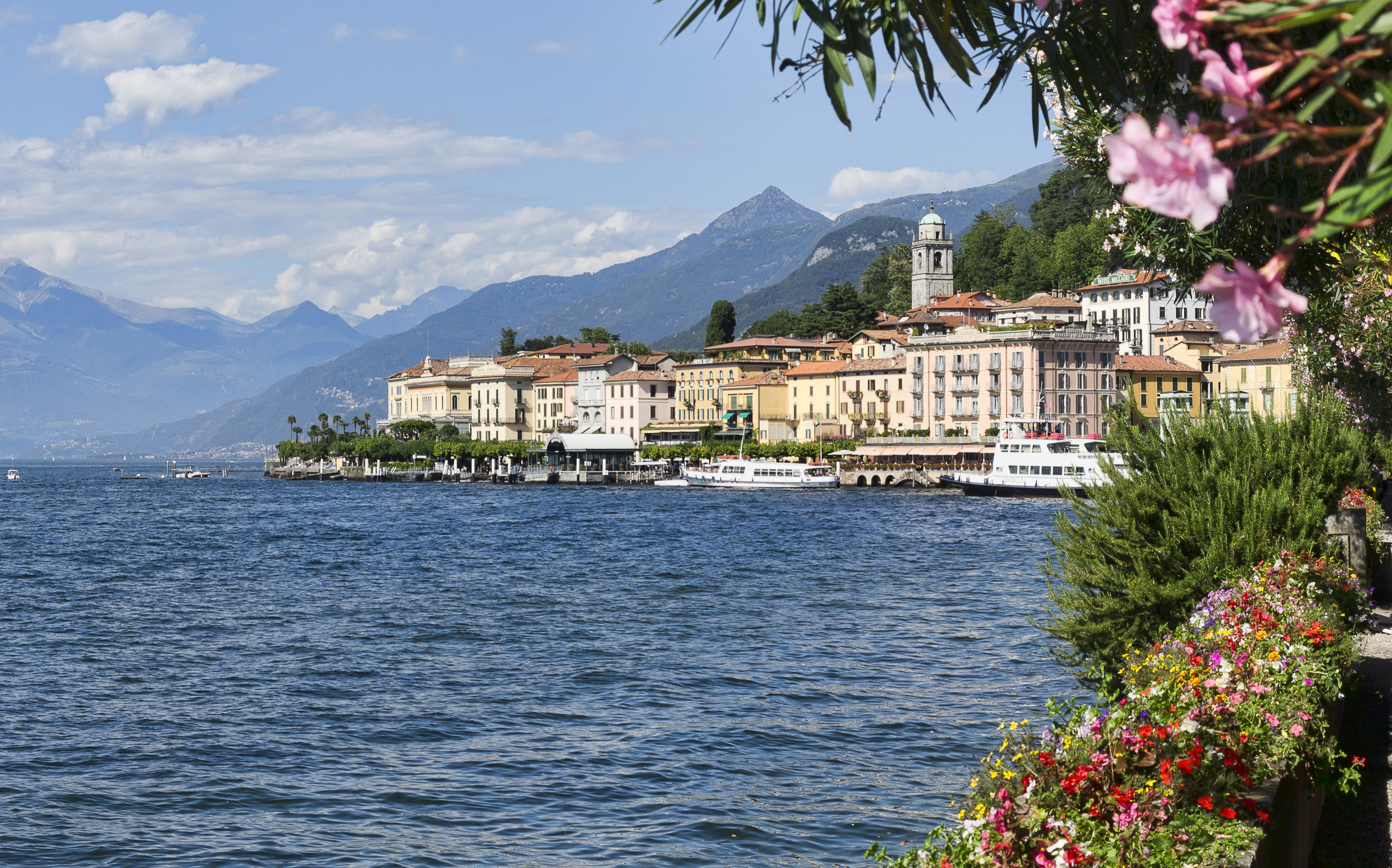

イタリアの地震リスク階級 (it) では、4 に分類される
。

## 歴史
2014年1月21日、ベッラージョとチヴェンナが合併し、新自治体が発足した。新自治体名には「ベッラージョ」が引き継がれたが、ISTATコードは新たに振りなおされた（旧ベッラージョは013019）。

## 行政

### 山岳部共同体
広域行政組織である山岳部共同体「トリアンゴロ・ラリアーノ山岳部共同体」 (it:Comunità montana del Triangolo Lariano) （事務所所在地: カンツォ）を構成するコムーネの一つである。

### 姉妹都市
ベッラージョは、欧州連合内の24都市を結ぶ姉妹都市組織ドゥーズラージュの、1991年の創設以来の構成都市である。ドゥーズラージュは互いの国の産物市場を開くなど様々な催しを行い交流を行っている。
 アルテア、スペイン - 1991年
 バート・ケッツティング、ドイツ - 1991年
 ベッラージョ、イタリア - 1991年
 バンドーラン、アイルランド - 1991年
 グランヴィル、フランス - 1991年
 ホルステブロー、デンマーク - 1991年
 ウッファリーズ、ベルギー - 1991年
 メールセン、オランダ - 1991年
 ニードランヴァン、ルクセンブルク - 1991年
 プレヴェザ、ギリシャ - 1991年
 セジンブラ、ポルトガル - 1991年
 シェアボーン、イギリス - 1991年
 カルッキラ、フィンランド - (1997-2016年)
 オクセレースンド、スウェーデン - 1998年
 ユーデンブルク、オーストリア - 1999年
 ホイナ、ポーランド - 2004年
 ケーセグ、ハンガリー - 2004年
 スィグルダ、ラトビア - 2004年
 スシツェ、チェコ - 2004年
 チュリ、エストニア - 2004年
 ズヴォレン、スロヴァキア - 2007年
 プリエナイ、リトアニア - (2008–2018)年
 マルサスカラ、マルタ - 2009年
 シレト、ルーマニア - 2010年
 アグロス、キプロス - 2011年
 シュコーフィア・ロカ 、スロベニア - 2011年
 トリャヴナ、ブルガリア - 2011年
 ロヴィニ、クロアチア - 2016年
 アシッカラ、フィンランド - 2016年-
 ロキシュキス、リトアニア - 2018年

## 人物

### 著名な出身者
- コジマ・ワーグナー - リヒャルト・ワーグナーの妻。フランツ・リストの娘。